# 책임주의
책임주의(責任主義)란 책임 없으면 형벌 없다는 법언에 따라 책임 없으면 범죄 역시 성립하지 않고 범죄 형량도 책임의 크고 작음에 따라 결정해야 한다는 형법상의 원칙이다. 책임의 범위 내로 형벌권을 한정함으로써 국가의 형벌권으로부터 개인의 자유를 보장하는 장치가 된다.

## 판례
- 이 사건 심판대상 법률조항은 개인이 고용한 종업원 등의 일정한 범죄행위 사실이 인정되면 종업원 등의 범죄행위에 대한 영업주의 가담여부나 종업원 등의 행위를 감독할 주의의무의 위반여부 등을 전혀 묻지 않고 곧바로 영업주인 개인을 종업원 등과 같이 처벌하도록 규저하고 있는바, 이는 아무런 비난받을 만한 행위를 한 바 없는 자에 대해서까지 다른 사람의 범죄행위를 이유로 처벌하는 것으로서 형벌에 관한 책임주의에 반하므로 헌법에 위반된다[1]

## 참고 문헌
- 손동권, 『체계적 형법연습』, 율곡출판사, 2005. (ISBN 8985177915)